# Dia da Defesa Nacional
O Dia da Defesa Nacional (também conhecido pela sigla DDN) é uma atividade de caráter obrigatório em Portugal, que visa sensibilizar os jovens de ambos os sexos para as suas responsabilidades, deveres e direitos, enquanto cidadãos, dando a conhecer as missões e organização das Forças Armadas. O DDN foi criado em 2004, com o fim do Serviço Militar Obrigatório em Portugal, e tornou-se um dever militar obrigatório para todos os cidadãos portugueses que cumpram 18 anos de idade, conforme previsto na Lei do Serviço Militar e respetivo Regulamento.

## Contexto histórico
No final de 1988, a Lei do Serviço Militar (LSM), previa um serviço militar baseado na conscrição, em que o recrutamento para as Forças Armadas (FA) assentava no Serviço Militar Obrigatório (SMO), estando todos os cidadãos do sexo masculino sujeitos ao cumprimento das obrigações militares, desde os 18 até aos 38 anos de idade.
Em meados de 1999, a lei foi atualizada, passando a prestação do serviço militar a efetuar-se de duas formas, durante um período transitório:
- Através do Serviço Efetivo Normal (SEN);
- Através de Serviço Voluntário, sustentado em Regimes de Contrato (RC) e Regimes de Voluntariado (RV).

Para além disto, a idade limite de sujeição dos cidadãos às obrigações militares reduziu-se para os 35 anos de idade.
Em 2000, com a entrada em vigor do atual quadro legal, o recrutamento militar assume três formas distintas:
- Recrutamento Normal para a prestação voluntária do serviço militar em RC e RV;

- Recrutamento Especial para a prestação voluntária de serviço militar nos Quadros Permanentes das FA;

- Recrutamento Excecional, para efeitos de convocação ou mobilização dos cidadãos (em caso de guerra ou catástrofe).

Após o fim do período transitório, em setembro de 2004, assiste-se à voluntarização plena do serviço militar com a extinção do SEN, assumindo as Forças Armadas a capacidade de captar os seus próprios recursos humanos concorrendo diretamente no mercado de trabalho com outras entidades empregadoras.
Ao mesmo tempo, foi criado o Dia da Defesa Nacional (DDN), cuja comparência passa a ser um dever militar de todos os cidadãos do sexo masculino que completem 18 anos de idade. Em 2010, este dever estende-se também às jovens cidadãs do sexo feminino, nascidas a partir de 1992, universalizando-se assim os deveres militares.

## Dia da Defesa Nacional
O Dia da Defesa Nacional (DDN) visa sensibilizar os jovens de ambos os sexos para as suas responsabilidades, deveres e direitos, enquanto cidadãos dando a conhecer as missões e organização das Forças Armadas.
Este dia, único na vida de cada cidadão, ocorre nos Centros ou Núcleos de Divulgação da Defesa Nacional sediados em Unidades Militares dos três ramos das Forças Armadas. Todos os anos, os cidadãos são convocados por edital, afixado nas juntas de freguesia, câmaras municipais e postos consulares, estando também disponível para consulta uma versão eletrónica.

### Programa
No decurso do DDN, os cidadãos são informados sobre:
A temática da Defesa Nacional:
- As diferentes dimensões de cidadania, assim como as várias instituições presentes nos diferentes setores da sociedade civil;
- As missões essenciais e organização dos três Ramos das Forças Armadas (Marinha, Exército e Força Aérea);
- As principais ameaças e riscos à sociedade portuguesa; As diferentes formas de prestação de Serviço Militar.

Aquando da comparência ao DDN, o cidadão deve ser portador do seu documento de identificação civil (bilhete de identidade ou cartão de cidadão) e, no caso de a ter recebido, a carta enviada pelo Ministério da Defesa Nacional a relembrar o dia e o Centro ou Núcleo de Divulgação da Defesa Nacional ao qual terá de comparecer.
Os cidadãos são notificados da data e o local de comparência ao Dia da Defesa Nacional através do edital de convocação publicado no concelho e freguesia de residência ou, em caso de residência no estrangeiro, nos respetivos postos consulares. Junto com o edital de convocação, é afixado um edital de avisos importantes que o cidadão deverá consultar para conhecer todas as circunstâncias de cumprimento deste dever militar.

### Cédula Militar
A Cédula Militar é o documento oficial onde são averbados todos os elementos relativos às obrigações militares do cidadão nacional, como por exemplo, o cumprimento do Dia da Defesa Nacional, a data de passagem à reserva de recrutamento ou, ainda no caso dos ex-militares, a data de passagem à reserva de disponibilidade. A Cédula é entregue aos cidadãos no final do dia da sua comparência ao Dia da Defesa Nacional, e constitui documento justificativo idóneo para efeitos escolares e profissionais. No caso de impedimento de entrega da cédula militar aquando do cumprimento do dever militar, a mesma é enviada por correio para a residência do cidadão.
A cédula militar é emitida e atualizada pela Direcção-Geral de Pessoal e Recrutamento Militar, sendo a primeira via da cédula gratuita, assim como as atualizações obrigatórias a que houver lugar. Em caso de perda, extravio ou deterioração, a cédula militar é emitida mediante requerimento do interessado ou do seu representante legal.
Para todos os cidadãos com mais de 35 anos, em vez da emissão da Cédula Militar, é emitida uma Declaração de Situação Militar que ateste a situação militar do cidadão em causa.

## Recenseamento militar
O recenseamento militar consiste em obter informação de todos os cidadãos que atingem em cada ano a idade do início dos deveres militares. Até 2008, os cidadãos do sexo masculino apresentavam-se, obrigatoriamente, na câmara municipal ou posto consular da sua área de residência, para efetuar o seu recenseamento militar, durante o mês de janeiro do ano em que completavam 18 anos de idade. No caso das cidadãs femininas, o recenseamento militar era voluntário.
Em 2009, o recenseamento militar passou a ser universal, abrangendo todos os homens e mulheres, e automático (deixando de ser necessário o cidadão ir à câmara municipal ou posto consular da sua área de residência), estando assim os cidadãos de ambos os sexos sujeitos aos mesmos deveres militares. Desta forma, todos os cidadãos portugueses encontram-se sujeitos às obrigações militares, dos 18 aos 35 anos de idade, encontrando-se numa de três situações:
- Na Reserva de Recrutamento, a partir do ano em que completam 18 anos de idade e até aos 35 anos;
- Em Serviço Efetivo, se estiverem a prestar serviço militar num dos ramos das FA;
- Na Reserva de Disponibilidade, após a prestação do serviço militar e até aos 35 anos de idade.

Quando o cidadão faz 18 anos e constando da base de dados do recenseamento militar, é-lhe atribuído um número de identificação militar (NIM), que o identifica perante a instituição militar.
Qualquer cidadão ou cidadã pode ingressar nas FA, seja através dos Regimes de Voluntariado (RV) e de Contrato (RC) ou por ingresso nos Quadros Permanentes. No final destes períodos, após ter cumprido serviço militar, caso ainda não tenha completado 35 anos de idade, passa à Reserva de Disponibilidade.